# 細川勝益
細川 勝益（ほそかわ かつます）は、室町時代後期から戦国時代にかけての武将。土佐国守護代。細川遠州家当主。官位は治部少輔・遠江守。細川頼種の子孫にあたる。

## 略歴
細川氏一門・細川持益の嫡子として誕生。正確な出生年はわかっていないが、諱から元服時に室町幕府7代将軍・足利義勝の偏諱（「勝」の字）を受けたことがわかる。
応仁元年（1467年）12月7日、父・持益の死去に伴い、祖父・細川満益の代より世襲してきた土佐守護代を継承、同国守護であり在京中の細川京兆家（細川本家）当主・細川勝元の代官として現地入りする。しかし、同年に応仁の乱が勃発すると、勝元が大将を務める東軍への加勢のため上洛して参戦する。このため、土佐に不在の間に在地領主の台頭が目立つようになる。
戦乱の最中にあった文明3年（1471年）、上洛してきた下総国出身の僧、日祝に対し、南は四条通、北は錦小路通、西は万里小路（現在の柳馬場通）、東は富小路通に至る広い寺地（40町ほど）を寄進。2年後にはこの地に頂妙寺が開山し、明応4年（1495年）、勝益の更なる土地寄進（現在の京都市中京区辺り）により寺域が拡大。
戦乱が治まってからは土佐に戻り、文亀元年（1501年）には土佐田村荘（居城である田村城の南西）に曾祖父・細川頼益追善のための桂昌寺を建立して、土佐守護代・細川氏の権威を保とうと試みた。
翌文亀2年（1502年）6月4日に死去。跡を継いだ子・政益が土佐守護代となるが、永正4年（1507年）に京兆家当主の細川政元（勝元の子）が暗殺される（永正の錯乱）と、子（弟とも）の国益と共に上京し、やがて土佐は守護代不在の地となった。

## 系譜
- 父：細川持益
- 母：不詳
- 室：不詳
  - 男子：細川政益
  - 男子：細川元全（1486-1523）